# Barranc de Cometes
El Barranc de Cometes és un barranc que discorre del tot dins del terme municipal de la Vall de Boí, a la comarca de l'Alta Ribagorça, i dins el Parc Nacional d'Aigüestortes i Estany de Sant Maurici.

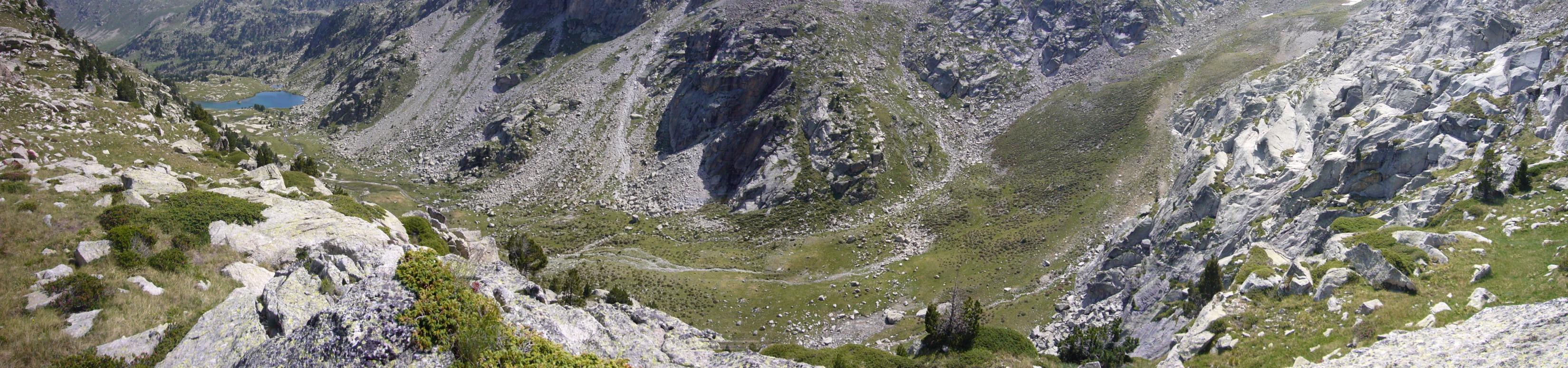
La Coma d'Amitges vista des del coll amb la Vall de les Corticelles (Imatge amb anotacions)

Té el naixement a 2.731 metres, a l'extrem sud de la Coma d'Amitges, a peus del coll de la carena que limita amb la zona de les Pales de Cubieso de la capçalera de la Vall Fosca. El seu curs discorre cap al sud i desaigua a l'Estany de la Coma d'Amitges, a 2.269 metres.